# Sternopriscus emmae
Sternopriscus emmae is een keversoort uit de familie waterroofkevers (Dytiscidae). De wetenschappelijke naam van de soort is voor het eerst geldig gepubliceerd in 2007 door Hendrich & Watts.